# Karleby järnvägsstation

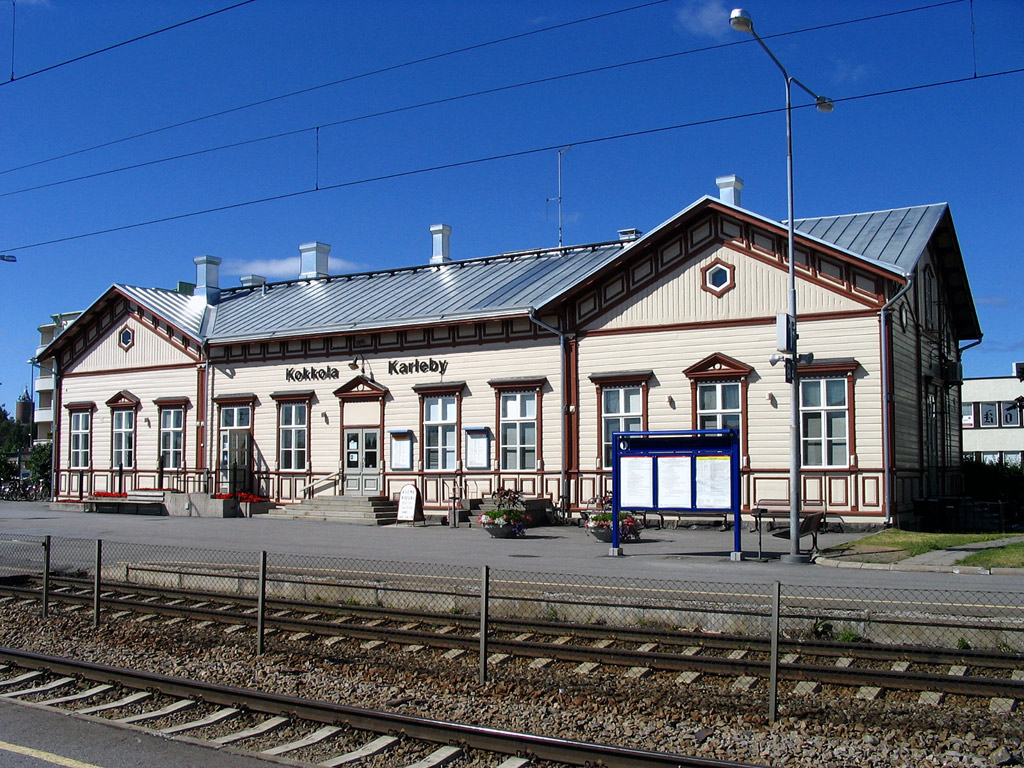
Karleby järnvägsstation.

Karleby järnvägsstation (tidigare Gamlakarleby järnvägsstation) är en järnvägsstation på Österbottenbanan i staden Karleby i Svenska Österbotten. Den byggdes i trä åren 1884-86 efter ritningar av den finländska arkitekten Knut Nylander. Järnvägen till Karleby stod färdig 1885. Stationen är en järnvägsknut, där Österbottenbanan möter järnvägen från Yxpila hamn och industriområde.